# Izora
Izora (異空 -IZORA-) é o vigésimo terceiro álbum de estúdio da banda japonesa Buck-Tick, lançado em 12 de abril de 2023 pela Lingua Sounda (Victor Entertainment). Atingindo a 2ª posição na Oricon e sendo o primeiro álbum top 3 da banda na Billboard Japan Hot Albums, seu sucesso nas paradas foi descrito como um exemplo de banda duradoura e persistente na cena musical japonesa. É o último álbum com o vocalista Atsushi Sakurai, que morreu em 19 de outubro de 2023.

## Lançamento
É o primeiro álbum de estúdio da banda em três anos. Foi lançado em 12 de abril de 2023, pela Lingua Sounda/Victor em edição regular em CD, cassete, vinil e em edição limitada A (com Blu-ray) e B (DVD), além de download digital e streaming.
Os singles "Taiyou to Ikarus" (太陽とイカロス) e "Mugen Loop" (無限 Loop) foram lançados em 8 e 22 de março, respectivamente.
A canção "Sayonara Shelter" foi lançada anteriormente em setembro de 2022 no álbum de compilação Catalogue The Best 35th Anniv., inspirada por uma garota ucraniana cantando "Let It Go" durante a invasão da Ucrânia pela Rússia.

## Turnê e promoção
O lançamento do álbum foi rapidamente seguido por uma turnê nacional no Japão com mais de 20 shows em 18 locais, originalmente programada para encerrar com dois shows exclusivos ao fã-clube em 17 e 18 de setembro na Gunma Music Center. Para permitir que fãs distantes do Japão também participassem, aqueles com o tipo de assinatura "W" puderam adquirir ingressos para a transmissão online ao vivo do show de 18 de setembro. Em agosto de 2023, turnês adicionais foram anunciadas, com oito datas de 20 de outubro a 9 de dezembro de 2023. Com a morte repentina de Sakurai em 19 de outubro de 2023, as apresentações restantes foram canceladas.

## Desempenho comercial
O álbum alcançou a 2ª posição na Oricon Albums Chart e permaneceu nas paradas por 10 semanas, com mais de 18 mil cópias vendidas enquanto esteve na parada. Na parada de álbuns de rock da Oricon, também ficou em 2º lugar. É o primeiro álbum da banda a ficar no Top 3 da Billboard Japan Hot Albums.
Os singles "Taiyou to Ikaros" e "Mugen Loop" alcançaram a 10ª posição na Oricon Singles Chart. "Mugen Loop" também alcançou o 2º lugar na Oricon Rock Singles Chart. Ambos os singles não entraram na parada Billboard Japan Hot 100, mas na Top Singles Sales atingiram seu pico na 12ª e 14ª posição.

## Faixas
| N.º            | Título                                                             | Letras         | Música         | Duração |  |
| 1.             | "Quantum I"                                                        | Instrumental   | Imai           | 2:03    |  |
| 2.             | "Scarecrow"                                                        | Sakurai        | Imai           | 3:52    |  |
| 3.             | "Valkyrie No Kikō" (ワルキューレの騎行)                            | Sakurai        | Imai           | 4:33    |  |
| 4.             | "Sayonara Shelter" (さよならシェルター destroy and regenerate-Mix) | Sakurai        | Hoshino        | 5:02    |  |
| 5.             | "Ai no Harem" (愛のハレム)                                         | Sakurai        | Hoshino        | 4:06    |  |
| 6.             | "Campanella Hanataba o Kimi ni" (Campanella 花束を君に)            | Sakurai        | Imai           | 3:13    |  |
| 7.             | "The Falling Down"                                                 | Imai           | Imai           | 3:09    |  |
| 8.             | "Taiyō to Icarus" (太陽とイカロス)                                 | Sakurai        | Hoshino        | 4:29    |  |
| 9.             | "Boogie Woogie"                                                    | Sakurai        | Imai           | 3:57    |  |
| 10.            | "Mugen Loop -Izora-" (無限 LOOP -IZORA-)                           | Sakurai        | Imai           | 4:16    |  |
| 11.            | "Noraneko Blue" (野良猫ブルー)                                     | Sakurai        | Imai           | 3:57    |  |
| 12.            | "Hizumi" (ヒズミ)                                                  | Sakurai        | Imai           | 3:38    |  |
| 13.            | "Na mo Naki Watashi" (名も無きわたし)                              | Sakurai        | Imai           | 4:12    |  |
| 14.            | "Quantum II"                                                       | Instrumental   | Imai           | 3:01    |  |
| Duração total: | Duração total:                                                     | Duração total: | Duração total: | 53:13   |  |

## Créditos

### Buck-Tick
- Atsushi Sakurai – vocal
- Hisashi Imai – guitarra solo, vocais de apoio
- Hidehiko "Hide" Hoshino – guitarra rítmica
- Yutaka "U-ta" Higuchi – baixo
- Toll Yagami – bateria